# Gradiusserien
Gradiusserien (グラディウス Guradiusu?, uttal: Grah-dee-use) är en serie dator/TV-spel från Konami, introducerad 1985. I flera av spelen styr spelaren rymdfarkosten, Vic Viper, medan man i andra spel i serien styr farkoster som Lord British Space Destroyer, Metalion, Sabel Tiger, Thrasher, Vixen, Alpinia, Super Cobra, Jade Knight, och Falchion β.
 

## Spel

### Huvudserien
| Titel       | Släppår |
| ----------- | ------- |
| Gradius     | 1985    |
| Gradius II  | 1988    |
| Gradius III | 1989    |
| Gradius IV  | 1999    |
| Gradius V   | 2004    |

### Fotnoter
1. ↑  ”Gradius series” (på engelska). Mobygames. http://www.mobygames.com/game-group/gradius-series. Läst 13 maj 2015.